# Le Zèbre (roman)
Pour les articles homonymes, voir Le Zèbre.
Le Zèbre est un roman d'Alexandre Jardin publié le 25 août 1988 aux éditions Gallimard et ayant reçu la même année le prix Femina.

## Résumé
Gaspard Sauvage est surnommé « Le Zèbre ». Marié depuis quinze ans à sa femme Camille, la routine a remplacé depuis longtemps l'ardeur des premières années. Notaire et père de famille, il décide de reconquérir Camille dans le but de revivre la passion des débuts. 
Par différents stratagèmes des plus fous, il tentera de séduire à nouveau la femme de sa vie.

## Éditions
- Le Zèbre, éditions Gallimard, 1988,  (ISBN 207071392X)
- Le Zèbre, (édition revue et corrigée), éditions Gallimard, coll. « Folio » no 2185, 1990  (ISBN 9782070382750).

## Adaptation au cinéma
Le roman a été adapté au cinéma en 1992 par Jean Poiret dans son film Le Zèbre.